# Frank Thomas
Franklin Thomas (5 de septiembre de 1912, Fresno, California - 8 de septiembre de 2004, Flintridge, California) fue un animador y pianista estadounidense. Trabajó en el estudio de animación de Walt Disney, donde pasó a formar parte del grupo conocido como los Nueve Ancianos.

## Biografía
Se graduó de la Universidad de Stanford - donde trabajó en la revista cómica Stanford Chaparral con Ollie Johnston -- luego entró a Chouinard Art Institute, y comenzó a trabajar para The Walt Disney Company el 24 de septiembre de 1934 como el empleado número 224. Ahí animó docenas de películas y cortometrajes animados, fue además miembro de la banda de Dixieland Firehouse Five Plus Two, tocando el piano.
Su trabajo en cortometrajes animados incluyen Brave Little Tailor, donde animó las escenas de Mickey Mouse y el rey; Mickey y el oso en The Pointer, y las escenas con diálogo alemán del cortometraje de la Segunda Guerra Mundial Education for Death. También trabajó con Pooh y Piglet en dos dibujos animados de Winnie the Pooh. 
En películas animadas, Thomas animó a los enanos llorando por la muerte de Blancanieves, Pinocho cantando en el teatro de marionetas, Bambi en el hielo, Reina y Golfo comiendo espagueti, las tres hadas en La bella durmiente, Merlín y Arturo como ardillas en The Sword in the Stone, y el rey Louie en El libro de la selva. Thomas fue el animador de varios villanos memorables, como la malvada madrastra de La Cenicienta, la reina de Alicia en el país de las maravillas, y el Capitán Garfio en Peter Pan. 
Se retiró de Disney el 31 de enero de 1978. 
Thomas, junto a su compañero de Disney Ollie Johnston, escribió el libro The Illusion Of Life, publicado por Abbeville Press en 1981. El libro sirve como referencia para la creación de animación tradicional, debido a la importancia de sus autores. Frank and Ollie, documental de 1995 dirigido por Theodore Thomas (hijo de Frank Thomas), muestra su carrera, vidas privadas, y amistad.
La última aparición de Thomas en una película animada fue en Los Increíbles (dirigida por Brad Bird), aunque no animó al personaje, solo le dio la voz. Frank y Ollie Johnston usaron su voz para interpretar a dos ancianos que aparecen en la película.
El libro de 2001 Walt Disney's Nine Old Men & The Art of Animation por John Canemaker (ISBN 0-7868-6496-6) muestra una completa biografía del animador.

## Otros libros (escritos junto a Johnston)
- Too Funny For Words: Disney's Greatest Sight Gags
- The Disney Villain (ISBN 1-56282-792-8)
- Bambi: The Story and the Film

## Premios y distinciones
Premios Óscar
| Año  | Categoría              | Película     | Canción          | Resultado |
| ---- | ---------------------- | ------------ | ---------------- | --------- |
| 2010 | Mejor canción original | París, París | «Loin de Paname» | Nominado  |